# Pavel Kohout (varhaník)
Pavel Kohout (* 1976 Praha) je český varhaník.

## Životopis
Studoval na Pražské konzervatoři u prof. Jana Kalfuse a na Hudební fakultě Akademie múzických umění v Praze u doc. Jaroslava Tůmy. Absolvoval stipendijní pobyt na Sweelinck Conservatorium van Amsterdam v Holandsku u prof. Jaqua van Oortmerssena a řadu zahraničních mistrovských interpretačních kurzů. V roce 2008 dokončil doktorandské studium na HAMU.
Má syna, Víta, který hraje na housle.

## Ocenění
- 1998 Mezinárodní varhanní soutěž v Lublani ve Slovinsku (1. cena)
- Dancing angel – zvláštní cena EMCY
- 1999 Mezinárodní varhanní soutěž M. K. Ciurlionise – Vilnius v Litvě (1. cena)
- 2000 Mezinárodní varhanní soutěž Musashino Tokio v Japonsku (1. cena)
- „Minoru Yoshida“ – Cena za nejlepší interpretaci děl J. S. Bacha